# 아스클레피오스뱀
아스클레피오스뱀(Aesculapian snake)은 유럽에 자생하는 무독성 뱀으로, 뱀과 뱀아과 아스클레피오스뱀속에 속한다. 원래 뱀속에 속했으나 재분류되었다. 최대 2미터까지 자라 유럽의 뱀들 중 가장 큰 뱀 중 하나다. 고대 그리스-로마-일리리아 문화에서 신화적 중요성을 가지고 있었으며 오늘날은 치료의 상징으로 쓰인다.